# Pseudalosterna binotata
Pseudalosterna binotata är en skalbaggsart. Pseudalosterna binotata ingår i släktet Pseudalosterna och familjen långhorningar.

## Underarter
Arten delas in i följande underarter:
- P. b. binotata
- P. b. tippmanni